# 西村誠
西村 誠（にしむら まこと、1952年-　）は、歴史ノンフィクション作家。

## 経歴
大阪市出身。日本大学芸術学部文芸学科卒。太平洋戦争や戦国時代をテーマに書籍編集者として活動する傍ら、国内外の戦跡を巡り、歴史ノンフィクションを執筆する。

## 著書
- 『残像 太平洋戦争50周年記念写真集』湯原浩司撮影 風雅書房 1995
- 『ガダルカナル 太平洋戦跡紀行』光人社 2006
- 『ニューギニア 太平洋戦跡紀行』光人社 2006
- 『サイパン グァム・テニアン 太平洋戦跡紀行』光人社 2007
- 『ペリリュー アンガウル・トラック 太平洋戦跡紀行』光人社 2007
- 『平家公達の歌 雅な武士たちの滅びの美学』双葉新書 2012
- 『家康が毒殺した10人の武将 『当代一の律義者』その隠された本音』双葉新書 2013
- 『大西瀧治郎 神風特攻を命じた男』双葉新書 2015

## 注
1. ↑  『大西瀧治郎』著者紹介